# Ugali
Ugali (også kaldet Sima, Sembe eller Posho) er en afrikansk ret, der fremstilles af majsmel. Majsmelet koges i vand til en grød- eller dej-lignende konsistens. Det er den mest almindeligt forekommende basisfødevare indeholdende kulhydrater i de lokale køkkener i områderne omkring Afrikas Store Søer og i det sydlige Afrika. 

## Eksterne links
- Wikimedia Commons har flere filer relateret til Ugali
- congocookbook.com med beskrivelse og opskrifter Arkiveret 16. oktober 2009 hos  Wayback Machine

| Mad og drikke | Spire Denne artikel om mad og drikke er en spire som bør udbygges. Du er velkommen til at hjælpe Wikipedia ved at udvide den. |